# 2,2,5,5-テトラメチルテトラヒドロフラン
2,2,5,5-テトラメチルテトラヒドロフラン(英: 2,2,5,5-tetramethyltetrahydrofuran (TMTHF))は、 分子式C8H16O、または(CH3)2(C(CH2)2OC)(CH3)2の複素環式化合物である。2,2,5,5-テトラメチルオキソラン(英: 2,2,5,5-tetramethyloxolane (TMO)) とも呼ばれる。テトラヒドロフラン (オキソラン) の誘導体で、酸素に隣接する環の各炭素原子上の4個の水素原子を4つのメチル基で置き換えたものと見ることができる。酸素に隣接する水素原子がないため、一般的なエーテルと異なり、過酸化物を形成しない。
トルエンと同様の特性を持ち、 化学合成における試薬としてまた研究化学における無極性溶媒として実用される。

## 自然界での存在
トリュフに似たキノコであるTuber borchiiの菌糸から少量が産生する。

## 合成と化学
この化合物は、酸触媒を用いて2,5-ジメチルヘキサン-2,5-ジオールを閉環することにより容易に調製できる。特にゼオライトの収率が高いことが示されている が、硫酸を用いることも可能である。
トリフルオロメタンスルホン酸の存在下でベンゼンと反応し、1,1,4,4-ジメチルテトラリンと対称性を持つテトラメチルオクタヒドロアントラセンを生成する。この反応や他の類似の反応は、ナフタレン、アントラセン、テトラセンの誘導体や他の縮環芳香族炭化水素の選択的合成に用いることができる 。
また紫外線によって光分解を起こし、水溶液中では主にメタン、エタン、2-ヒドロキシ-2,5,5-トリメチルテトラヒドロフランが生成される。 脱水すると、2,5-ジメチル-2,4-ヘキサジエン、2,5-ジメチル-1,5-ヘキサジエンなどのアルケンが生成される。
フッ素と反応させると、すべての水素原子がフッ素に置換されたペルフルオロ(2,2,5,5-テトラメチルテトラヒドロフラン) C8F16Oが得られる(bp 99 C, mp -31 C)。